# 超絶少女☆COMPLETE 2010〜2020
『超絶少女☆COMPLETE 2010〜2020』（ちょうぜつしょうじょ☆コンプリート にせんじゅうにせんにじゅう）は、SUPER☆GiRLSのベストアルバム。2020年12月23日にiDOL Streetから発売された。

## 概要
2CD+Blu-ray Disc盤、2CD盤、mu-moショップ・イベント会場限定盤（3CD+Blu-ray Disc）の3形態で発売。
SUPER☆GiRLSのメジャーデビュー10周年を記念して発売されたオールタイム・ベストで、メジャーデビューアルバム『超絶少女』のリードトラックである「みらくるが止まンないっ!」 と、全シングルのタイトルトラック、さらに、新曲「NIJIIROロード☆」を2枚組CDに収録。
mu-moショップ・イベント会場限定盤には、メジャーデビュー前に発売された「SUPER☆GiRLS プロフィールブック（CD付き）」に収録されたていた曲と、各メンバーによって選ばれた曲、現在のメンバーが歌う「NIJIIROスター☆ 2020」が収録されたCDも追加される。
Blu-ray Discには2枚組CDに収録された曲のMVが全て収録されている。
第3章ではオリジナルアルバムのリリースがなかったため、第3章でリリースされた14thシングル「ラブサマ!!!」から、20thシングル「わがまま GiRLS ROAD」までは、今回アルバム初収録となる。
4期メンバーの門林有羽にとっては復帰作となり、2期メンバーの渡邉幸愛、4期メンバーの石丸千賀、松本愛花、井上真由子にとっては最後の参加アルバム作品となった。

## 収録曲
※作詞者、作曲者、編曲者の名前はmu-moショップ・イベント会場限定盤に封入の歌詞カードに記載されている通り。

### CD

#### Disc 1
1. NIJIIROロード☆
作詞：Litz、作曲：松田純一、編曲：鈴木Daichi秀行
  - 新曲。本作のリードトラック。
  - 2020年11月23日にSHIBUYA PLEASURE PLEASUREで開催された「SUPER☆GiRLS ファンクラブS.P.C限定ライブ」で初披露。
  - 「NIJIIROスター☆」のアンサーソングである[1]。
2. みらくるが止まンないっ!
作詞：BOUNCEBACK、作曲：藤末樹、編曲：鈴木Daichi秀行
  - 1stアルバム『超絶少女』のリードトラック。
3. がんばって 青春
作詞：森由里子、作曲：吉田将樹、編曲：鈴木Daichi秀行
  - 1stシングル。
4. MAX!乙女心
作詞：BOUNCEBACK、作曲：松田純一、編曲：鈴木Daichi秀行
  - 2ndシングル。
5. 女子力←パラダイス
作詞：BOUNCEBACK、作曲：松田純一、編曲：鈴木Daichi秀行
  - 3rdシングル。
6. 1,000,000☆スマイル
作詞：BOUNCEBACK、作曲：BLUE☆BiRDS、編曲：Takehito Shimizu、ats-、ブラスアレンジ：鈴木Daichi秀行
  - 4thシングル。
7. プリプリ♥SUMMERキッス
作詞：Litz、作曲：丸山真由子、編曲：鈴木Daichi秀行
  - 5thシングル。
8. 赤い情熱
作詞：Mio Aoyama、作曲：夏海、編曲：鈴木Daichi秀行
  - 6thシングル。
9. 常夏ハイタッチ
作詞：BOUNCEBACK、作曲：大西克巳、編曲：鈴木Daichi秀行
  - 7thシングル。
10. 年下の男の子（キャンディーマキアート from SUPER☆GiRLS）
作詞：千家和也、作曲：穂口雄右、編曲：清水武仁
  - 8thシングル。
11. センチメンタル・ジャーニー（前島亜美 from SUPER☆GiRLS）
作詞：湯川れい子、作曲：筒美京平、編曲：BLUE☆BiRDS
  - 8thシングル。
12. ジン ジン ジングルベル（トゥインクルヴェール from SUPER☆GiRLS）
作詞・作曲：森高千里、編曲：BLUE☆BiRDS
  - 8thシングル。
13. 空色のキセキ
作詞：BOUNCEBACK、作曲：小川裕一郎、編曲：大西克巳
  - 9thシングル。
14. 花道!!ア〜ンビシャス
作詞：Litz、作曲・編曲：渡辺徹
  - 10thシングル。
15. アッハッハ!〜超絶爆笑音頭〜
作詞：Litz、作曲・編曲：大西克巳
  - 11thシングル。

#### Disc 2
1. ギラギラRevolution
作詞：Kenko-p、作曲・編曲：大西克巳
  - 12thシングル。
2. イッチャって♪ ヤッチャって♪
作詞：Litz、作曲：五戸力、編曲：日比野裕史×渡辺徹
  - 13thシングル。
3. ラブサマ!!!
作詞・作曲：多田慎也、編曲：板垣祐介
  - 14thシングル。アルバム初収録。
4. 恋☆煌メケーション!!!
作詞・作曲：多田慎也、編曲：板垣祐介
  - 15thシングル。アルバム初収録。
5. スイート☆スマイル
作詞：児玉雨子、作曲：多田慎也、編曲：板垣祐介
  - 16thシングル。アルバム初収録。
6. 汗と涙のシンデレラストーリー
作詞：上中丈弥、作曲：THE イナズマ戦隊、編曲：名村武
  - 17thシングル。アルバム初収録。
7. キラキラ☆Sunshine
作詞・作曲・編曲：ハマサキユウジ
  - 18thシングル。アルバム初収録。
8. ばぶりんスカッシュ!
作詞：miyakei、作曲：大智・児山啓介、編曲：児山啓介
  - 19thシングル。アルバム初収録。
9. わがまま GiRLS ROAD
作詞：miyakei、作曲：大智・児山啓介、編曲：児山啓介
  - 20thシングル。アルバム初収録。
10. コングラCHUレーション!!!!
作詞：Litz、作曲・編曲：中野領太
  - 21stシングル。
11. ナツカレ★バケーション
作詞：Litz、作曲：多田慎也、編曲：島田尚
  - 22ndシングル。
12. 片想いのシンデレラ
作詞：鈴木まなか（Relic Lyric, inc.）、作曲・編曲：山下洋介
  - 23rdシングル。
13. 忘れ桜
作詞・作曲：杉山勝彦、編曲：杉山勝彦・谷地学
  - 24thシングル。アルバム初収録。
14. 明日を信じてみたいって思えるよ（album ver.）
作詞：PA-NON、作曲：五戸力、編曲：渡辺徹×日比野裕史
  - 25thシングル。アルバム初収録。
  - シングルリリース時にレコーディングに参加できなかった門林を含めた10人によるバージョン。

#### Disc 3
1. NIJIIROスター☆
作詞・作曲：Litz、編曲：水島康貴
  - メジャーデビュー前に発売された「SUPER☆GiRLS プロフィールブック（CD付き）」収録曲。
2. 絆デイズ
作詞・作曲：FIREWORKS、編曲：渡辺徹
  - メジャーデビュー前に発売された「SUPER☆GiRLS プロフィールブック（CD付き）」収録曲。このバージョンが一部のストリーミング配信サービスで配信されていた。
3. Be with you
作詞・作曲：Tetsuya_Komuro、編曲：齋藤真也
  - メジャーデビュー前に発売された「SUPER☆GiRLS プロフィールブック（CD付き）」収録曲。
4. BELIEVER
作詞：Mio Aoyama、作曲：FIREWORKS、編曲：THE ROG
  - 金澤有希による選曲。
5. 約束の花束
作詞：BOUNCEBACK、作曲：渡辺徹、編曲：BULE☆BiRDS
  - 樋口なづなによる選曲。
6. Catch The Dream
作詞：BOUNCEBACK、作曲：丸山真由子、編曲：清水武仁
  - 長尾しおりによる選曲。
7. 飛行機雲、いつか
作詞：鈴木まなか（Relic Lyric, inc.）、作曲：鈴木まなか（Relic Lyric, inc.）・Carlos K.、編曲：Carlos K.
  - 松本愛花による選曲。
8. 胸キュンLove Song
作詞：小松レナ、作曲：大西克巳、編曲：渡辺徹
  - 井上真由子による選曲。
9. ごめんね。のとなりで
作詞：中原徹也、作曲：SigN・塚田耕平、編曲：SigN
  - 渡邉幸愛による選曲。
10. 新しい朝に吹く風は
作詞：NOBE、作曲：藤崎高寛、編曲：宮井英俊
  - 石丸による選曲。
11. Give me Love me! チョコ
作詞：矢野水音、作曲・編曲：ハマサキユウジ 
  - 阿部夢梨による選曲。
12. LETTER 〜10年後のワタシへ〜
作詞：Litz、作曲・編曲：久保田真悟（Jazzin'park）・栗原暁（Jazzin'park）
  - 門林による選曲。
13. ☆マカロニマカロン☆
作詞：鈴木まなか(Relic Lyric, inc.)、作曲：ArmySlick・常楽寺澪、編曲：ArmySlick
  - 坂林佳奈による選曲。
14. 夢限大FOREVER
作詞：Mio Aoyama、作曲：山田智和、編曲：住谷翔平
15. NIJIIROスター☆ 2020
作詞・作曲：Litz、編曲：水島康貴

### Blu-ray
<MV集>
1. NIJIIROロード☆
2. みらくるが止まンないっ!
3. がんばって 青春
4. MAX!乙女心
5. 女子力←パラダイス
6. 1,000,000☆スマイル
7. プリプリ♥SUMMERキッス
8. 赤い情熱
9. 常夏ハイタッチ
10. 年下の男の子（キャンディーマキアートfrom SUPER☆GiRLS）
11. センチメンタル・ジャーニー（前島亜美from SUPER☆GiRLS）
12. ジン ジン ジングルベル（トゥインクルヴェールfrom SUPER☆GiRLS）
13. 空色のキセキ
14. 花道!!ア〜ンビシャス
15. アッハッハ!〜超絶爆笑音頭〜
16. ギラギラRevolution
17. イッチャって♪ ヤッチャって♪
18. ラブサマ!!!
19. 恋☆煌メケーション!!!
20. スイート☆スマイル
21. 汗と涙のシンデレラストーリー
22. キラキラ☆Sunshine
23. ばぶりんスカッシュ!
24. わがまま GiRLS ROAD
25. コングラCHUレーション!!!!
26. ナツカレ★バケーション
27. 片想いのシンデレラ
28. 忘れ桜
29. 明日を信じてみたいって思えるよ

## 音楽配信
Disc 1とDisc 2に収録されている曲が各サイトから配信されている。第3章までにリリースされた曲についてもハイレゾ音源がリリースされた。
太字の配信サービスはハイレゾ音源を配信していることを示す。MVは「NIJIIROロード☆」のMVも配信していることを示す。
なお、Disc.3については上記サービスからは配信されていない。CDを再生する環境がない場合（スマートフォンしか持っていない場合など）はスマプラミュージックを利用すれば聴くことができる。但し、ダウンロード有効期限が2022年12月23日までなので注意が必要。またDisc. 3についてはハイレゾ音源は入手できない。

## イベント
| 日程                                     | 内容                                                        | 媒体                                                            | 備考 |
| ---------------------------------------- | ----------------------------------------------------------- | --------------------------------------------------------------- | --- |
| 2020年 11月1日                           | ネットチェキ会                                              | LINE LIVE                                                       | MUVUSの対象商品購入者に、サインとニックネームを書いたチェキをプレゼントするもの。                                                                                       |
| 11月3日                                  | デジタルネットサイン会                                      | LINE LIVE                                                       | MUVUSの対象商品購入者に、サインとニックネームを書いた自撮り写真データをプレゼントするもの。井上は不参加。                                                               |
| 11月7日                                  | 毛筆サイン会                                                | LINE LIVE                                                       | MUVUSの対象商品購入者に、筆ペンでサインや一言コメントを書いた色紙をプレゼントするもの。                                                                                 |
| 11月21日                                 | オンライントーク会                                          | talkport                                                        | talkportの対象商品購入者が参加できる、個別トーク会・グループトーク会。長尾は不参加。                                                                                    |
| 12月6日・13日・24日・2021年1月21日・24日 | ネットサイン会                                              | SHOWROOM（12月6日・1月21日） YouTube（12月13日・24日・1月24日） | MUVUSの対象商品購入者に、サインやニックネームを書いた生写真をプレゼントするもの。プレゼントが当たる抽選会なども実施。12月6日は渡邉が不参加で、1月21日に振り替えられた。 |
| 12月23日                                 | ジャケットサイン会                                          | YouTube                                                         | MUVUSの対象商品購入者に、サインやニックネームを書いたCDジャケットをプレゼントするもの。                                                                                 |
| 12月25日                                 | 石丸千賀 & 坂林佳奈 presents クリスマス・デジタルビンゴ大会 | YouTube                                                         | MUVUSの対象商品購入者が参加できるもの。石丸と坂林が参加。 |
| 12月26日                                 | 配信ミニライブ & オンライン特典会                           | タワーレコードオンライン                                        | タワーレコードオンラインの対象商品購入者が参加できる、配信ミニライブ・生写真サイン会。                                                                                  |
| 12月27日                                 | S☆G おみくじルーレット大会                                  | YouTube                                                         | MUVUSの対象商品購入者に、メンバーがルーレットを回して当選した景品をプレゼントするもの。                                                                                 |
| 12月28日                                 | 石丸千賀・ラストチェキサイン会                              | YouTube                                                         | MUVUSの対象商品購入者に、サインとニックネームを書いたチェキをプレゼントするもの。石丸が参加。                                                                           |

※新型コロナウイルス感染症の流行の影響で実店舗での対面イベントは行わず、全てオンラインで行われている。